# Jörg Mosolf

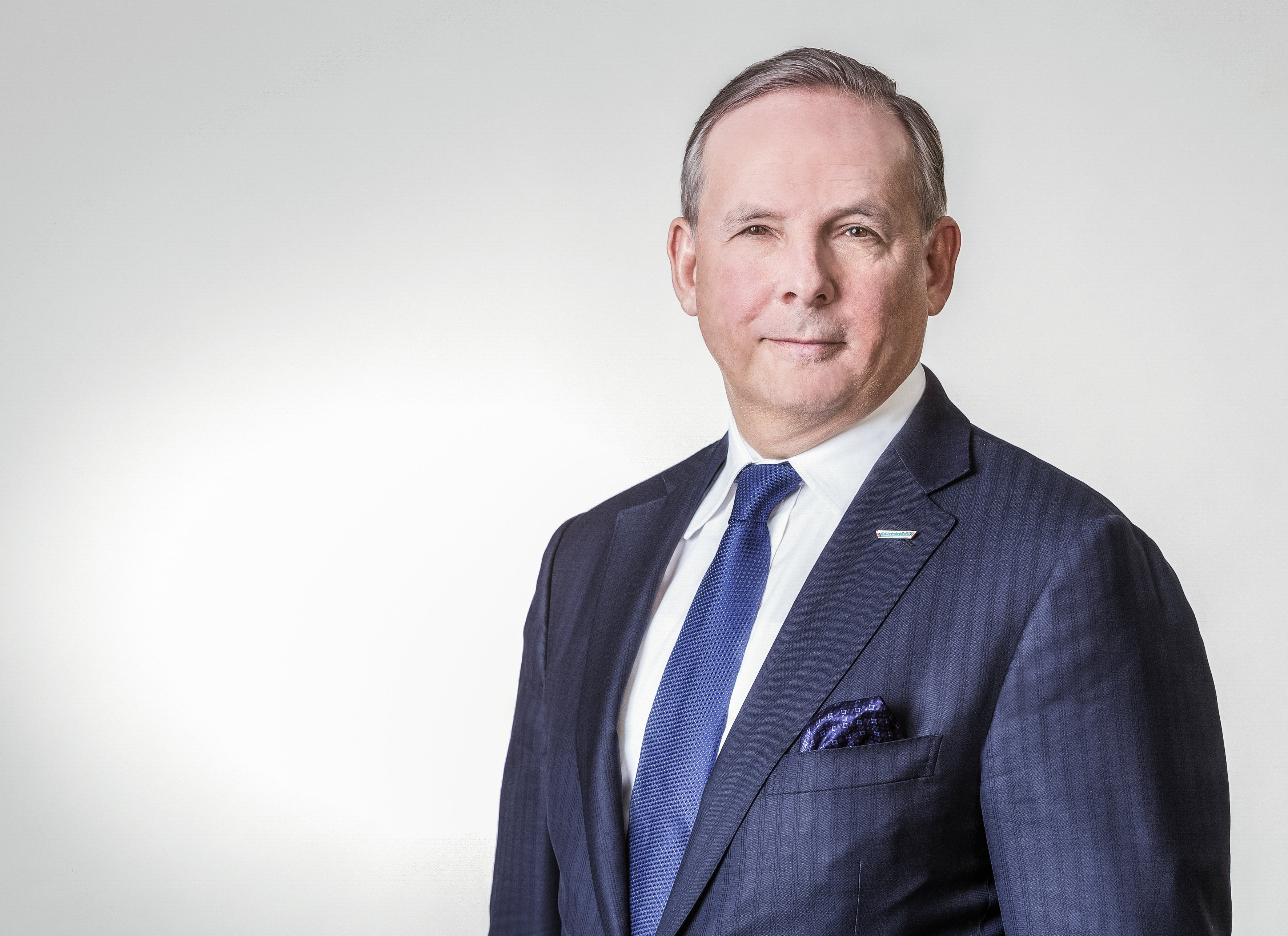
Jörg Mosolf (2015)

Jörg Mosolf (* 27. Oktober 1956 in Esslingen am Neckar) ist ein deutscher Manager und seit 2002 Vorstandsvorsitzender der Mosolf SE & Co. KG.

## Leben und Ausbildung
Mosolf absolvierte ab 1973 eine Ausbildung zum Speditionskaufmann. 1978 schloss er den dazugehörigen Studiengang an der Deutschen Außenhandels- und Verkehrsakademie (DAV) in Bremen als Betriebswirt HWf ab. Berufsbegleitend absolvierte er im Jahr 1997 seinen MBA an der Universität St. Gallen, Hochschule für Wirtschafts-, Rechts- und Sozialwissenschaften.
Im Jahr 2001 promovierte er zum Philosophical Doctorate (Ph.D.) an der betriebswirtschaftlichen Fakultät der wirtschaftswissenschaftlichen Hochschule Prag mit dem Dissertationsthema Logistik und interkulturelles Management.

## Beruflicher Werdegang
Zwischen 1979 und 1987 war Mosolf in verschiedenen Funktionen bei der Internationale Spedition Interbrittania, London, und der Spedition Saar-Auto-Service, Saarlouis tätig.
1988 wurde er Bereichsleiter bei Horst Mosolf GmbH & Co. KG. 1990 wurde er dort Geschäftsführer. 
Nach Stationen in London, Frankreich und in verschiedenen Niederlassungen der Mosolf Gruppe kehrte er 2002 als Unternehmenssprecher in die Firmenzentrale nach Kirchheim unter Teck zurück. Zu seinem Verantwortungsbereich als Vorstandsvorsitzender zählen Business Development, Strategie, Marketing und Kommunikation, Interne Revision, Risiko Management und M&A. Persönlich engagiert er sich vor allem für das betriebseigene Ausbildungsprogramm sowie die Förderung der Jugend.

## Weiteres
Von 2006 bis 2010 war Mosolf Leiter der Fußballabteilung des VfL Kirchheim/Teck. Von 2008 bis 2013 war er Stadtrat von Kirchheim unter Teck.
Von April 2018 bis April 2019 war Mosolf Präsidiumsvorsitzender des Deutschen Verkehrsforums (DVF). Bis heute ist er Bestandteil des Präsidiums des DVF sowie Vorsitzender des Lenkungskreises Güterverkehr und Logistik. Seit dem 11. April 2024 ist er zudem Mitglied des Arbeitsausschusses des Präsidiums des DVF.
Vor dieser Tätigkeit war er viele Jahre stellvertretender Vorsitzender des Vereins Automobillogistik im DSLV e.V.
Darüber hinaus gehört er dem Jury-Gremium der Logistics Hall of Fame an, die Persönlichkeiten ehrt, die sich um die Weiterentwicklung von Logistik und Supply Chain Management verdient gemacht haben.

## Soziales Engagement
Mosolf unterstützt den regionalen Kinder- und Jugendsport durch Ausrichtung des jährlich stattfindenden Mosolf Schulen-Cup, eines der größten Fußballturniere für Schulen in der Region Kirchheim unter Teck.
Zudem engagiert er sich im Bereich der schulischen Förderung und spendet jährlich Geldsummen und Sachspenden an die Kirchheimer Schulen und weiteren verschiedenen Institutionen der Region.
Im Jahr 2021 gründete Mosolf den deutschen Ableger der schwedischen Star for Life Foundation, um Schülern in benachteiligten Regionen im südlichen Afrika mit gezieltem Coaching zu unterstützen.

## Auszeichnungen und  Ehrungen
Für seine NDU-Arbeit an der Universität St. Gallen mit dem Thema Dienstleistungen zur Entwicklung neuer Märkte in der Automobilindustrie erhielt Mosolf, gemeinsam mit Martin Diem und David Schmid, im Jahr 1998 den Swisscom-Preis der Swisscom AG.
Im Jahr 2017 verlieh die Bundesvereinigung Logistik Jörg Mosolf die Goldene Ehrennadel für sein großes persönliches ehrenamtliches Engagement bei der Geschäftsentwicklung der DAV und dem Aufbau des DAV-Förderbeirats.
Die Deutsche Verkehrs-Zeitung verlieh Jörg Mosolf im September 2020 den LEO-Award in der Kategorie „Unternehmer“ für seine unternehmerische Kreativität, Innovationskraft und Weitsichtigkeit.
Am 23. November 2024 wurde Jörg Mosolf mit dem Ehrenschild des Clubs zu Wilhelmshaven und der Stadt Wilhelmshaven ausgezeichnet. Die Ehrung fand im Rahmen des traditionellen „Opulenten Frühstücks“ statt. In seiner Laudatio würdigte Olaf Lies, Wirtschaftsminister des Landes Niedersachsen, Mosolfs Verdienste für die Region sowie sein Engagement in der Automobillogistik.